# Paul Wilhelm von Keppler

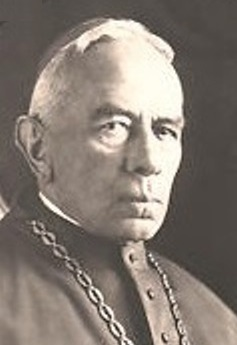
Paul Wilhelm von Keppler (1852–1926)

Wappen von Paul Wilhelm von Keppler

Paul Wilhelm Keppler, ab 1899 von Keppler, (* 28. September 1852 in Schwäbisch Gmünd; † 16. Juli 1926 zu Rottenburg am Neckar) war ein deutscher katholischer Theologe und 6. Bischof des Bistums Rottenburg.

## Leben

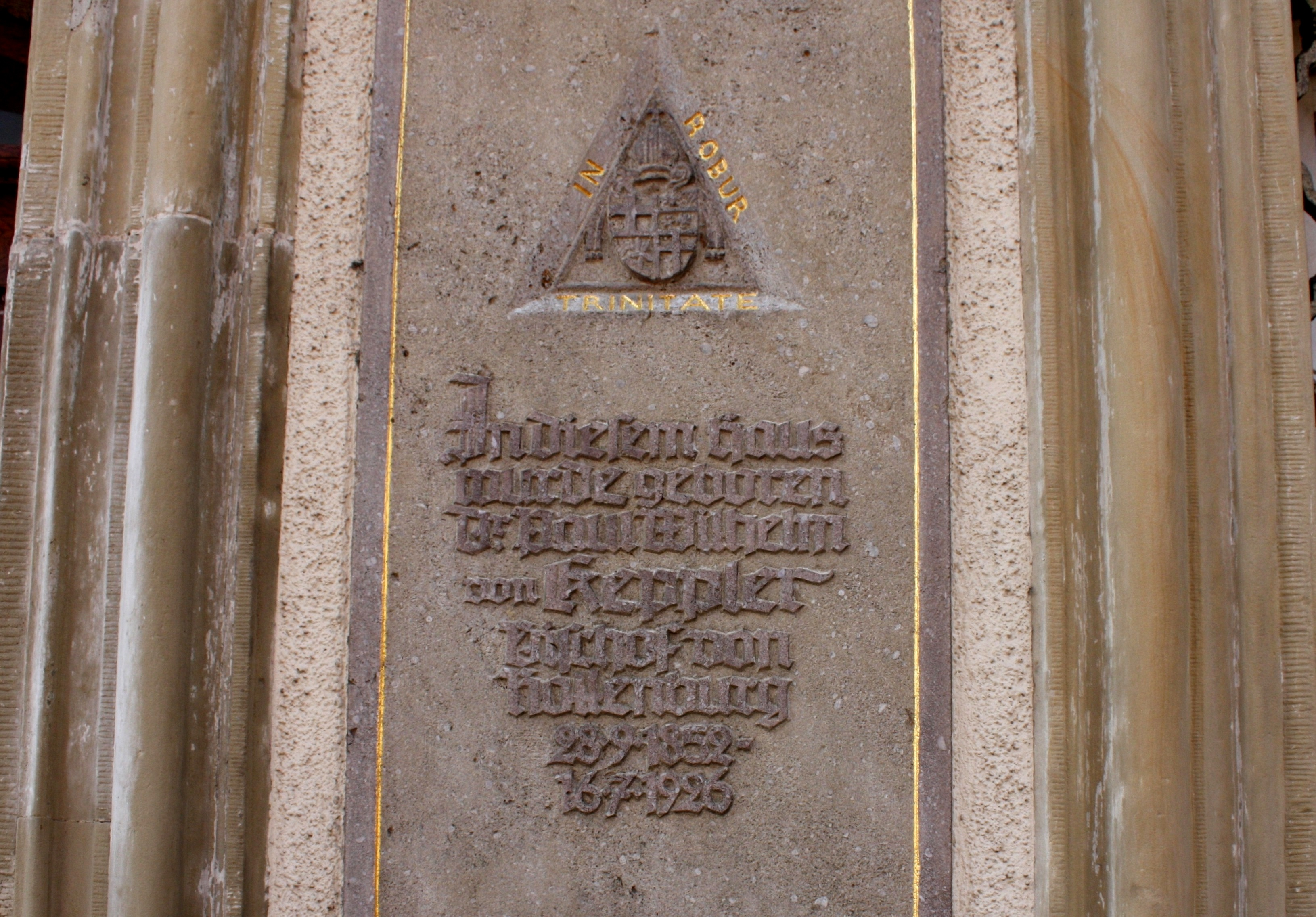
Wappen und Inschrift an Kepplers Geburtshaus in Schwäbisch Gmünd

Seine Eltern waren der Gerichtsnotar Friedrich Keppler (1804–1855) und dessen Ehefrau Caroline Laib (1811–1882). 
Keppler empfing am 2. August 1874 die Priesterweihe. Er studierte an der Universität Tübingen katholische Theologie und wurde dort 1883 promoviert. Er war Mitglied der Theologengesellschaft Guelfia in Tübingen. 1883 wurde er zum Professor für Neues Testament in Tübingen ernannt und trat damit die Nachfolge von Paul Schanz an. Die Besetzung wird kritisch gesehen, da er weit größeres Interesse an Homiletik und Kirchenkunst zeigte als an neutestamentlicher Exegese. 1889 wechselte er das Fach und wurde Professor für Moral- und Pastoraltheologie ebendort. Von 1894 bis 1898 lehrte er Moraltheologie an der Theologischen Fakultät der Universität Freiburg.
Am 11. November 1898 wurde er zum Bischof des Bistums Rottenburg gewählt. Die Bischofsweihe spendete ihm der Freiburger Erzbischof Thomas Nörber am 18. Januar 1899. In dem Jahr erhielt er auch den württembergischen Personaladel. Kraft seines Bischofsamtes war Keppler bis 1906 Mitglied der Zweiten, von 1906 bis 1918 Mitglied der Ersten Kammer des Württembergischen Landtags, ließ dieses Mandat jedoch stets ruhen. Keppler weilte öfters auf der Burg Straßberg. Keppler war befreundet mit dem Architekten Josef Cades und als Vorsitzender des Kunstvereins der Diözese einer der prägenden diözesanen Kunstsachverständigen.
In Kepplers Amtszeit fiel die heftigste Phase des innerkirchlichen Streits um „Modernismus“ und „Antimodernismus“. Keppler, ursprünglich für Reformen aufgeschlossen und als Professor mit Franz Xaver Kraus befreundet, wurde seit seiner vielbeachteten Rede Wahre und falsche Reform (Dezember 1902) zu einem Wortführer des Antimodernismus im deutschen Episkopat. Bei dieser Wendung spielte offenbar der enge Austausch mit dem antisemitischen Schriftsteller und Kulturkritiker Julius Langbehn eine wesentliche Rolle. 1910 verfasste Keppler den Hirtenbrief der deutschen Bischöfe zum Antimodernisteneid Pius’ X.
Er war seit 1878 Ehrenmitglied der katholischen Studentenverbindung AV Guestfalia Tübingen im CV. 1913 wurde er ebenfalls Ehrenmitglied der katholischen Studentenverbindung AV Cheruskia Tübingen im CV. Von den 80 in den Jahren seiner bischöflichen Amtszeit neuerbauten Kirchen hatte er 72 selbst konsekriert. An der 1900 erbauten und seither unverändert belassenen Kirche von St. Martin in Kirchberg an der Iller kann man heute noch seine Auffassung von Kirchenneubau und Religiosität nachvollziehen.
Bisweilen äußerte sich Keppler in antisemitischer Weise, so wunderte er sich nach einem Besuch im Heiligen Land, dass die dort lebenden Juden „ein Teil desselben Volkes“ seien, „welches außerhalb Palästinas den Christenvölkern wie ein Pfahl im Fleische sitzt, welches ihnen das Blut aussaugt, sie knechtet […] mit den Rohrzeptern giftgetränkter Federn, die öffentlichen Brunnen der Bildung und Moral durch Einwerfen ekliger und eitriger Stoffe vergiftet“ (letzteres eine Anspielung auf die alte Verleumdung der Juden als Brunnenvergifter).
Seine letzte Ruhestätte fand er in der Bischofsgruft der Friedhofskirche Sülchen.

## Ehrungen
- 1899 Kommenturkreuz des Ordens der württembergischen Krone,[6] welches mit dem persönlichen Adelstitel verbunden war
- 1912 Großkreuz des Friedrichs-Ordens
- Seine Heimatstadt Schwäbisch Gmünd verlieh ihm 1924, „zum 25jährigen Bischofs- und 50jährigen Priesterjubiläum in Anerkennung seiner Verdienste als Landesbischof, Gelehrter und Schriftsteller“,[7] die Ehrenbürgerschaft[8]
- Im gleichen Jahr erhielt er die Ehrenbürgerwürde der Stadt Rottenburg am Neckar
- Nach ihm ist die Paul Wilhelm von Keppler-Stiftung und die Bischof-Keppler-Straße in Schwäbisch Gmünd benannt

## Schriften (Auswahl)

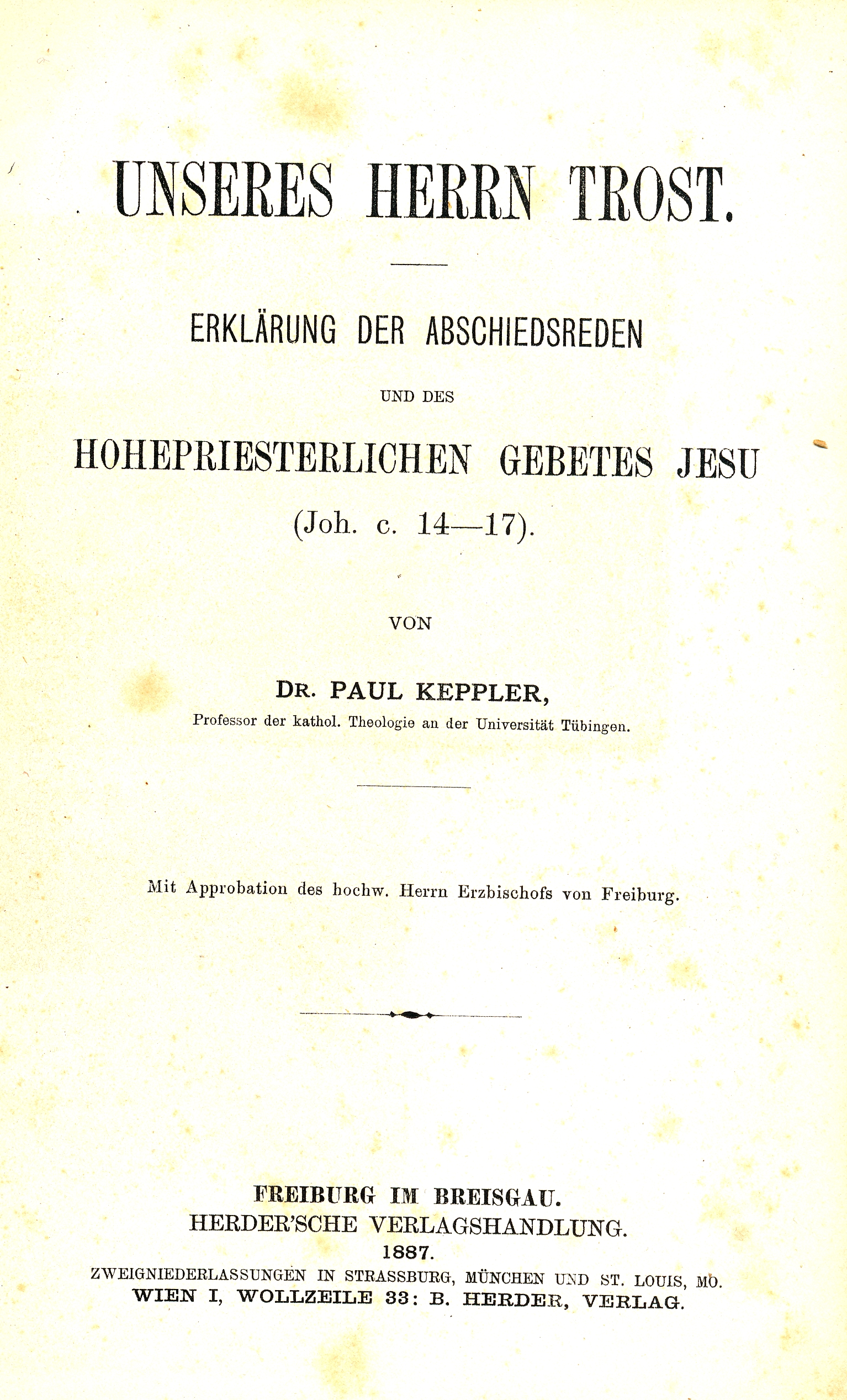
Unseres Herrn Trost, Freiburg im Breisgau 1887 (Titelseite)

- Unseres Herrn Trost, Freiburg im Breisgau 1887
- Württemberg’s kirchliche Kunstalterthümer. Als Vereinsgabe für den Kunstverein der Diöcese Rottenburg. Bader, Rottenburg am Neckar 1888 (online bei Google Books).
- Wanderfahrten und Wallfahrten im Orient. 1894, 10. Auflage 1922.
- Aus Kunst und Leben. 1905, 8. Auflage 1923.
- Mehr Freude. 1909; 184.–187. Tausend 1934.
- Leidensschule. 1914, 61.–71. Tausend 1923.
- Unsere toten Helden und ihr letzter Wille. 1915.